# Rich Gannon
Richard Joseph Gannon (Filadelfia, 20 dicembre 1965) è un ex giocatore di football americano statunitense, che, nel ruolo di quarterback, raggiunse i suoi principali successi nell'ultima parte della sua carriera con gli Oakland Raiders nella National Football League.
Fu il quarterback dei Raiders nel Super Bowl XXXVII e vinse il premio di MVP della NFL nel 2002.

## Carriera professionistica

### Minnesota Vikings
Fu scelto nel quarto giro (98º assoluto) nel Draft NFL 1987 dai New England Patriots, che avevano progettato di convertirlo in un defensive back. Gannon rifiutò l'idea e fu velocemente spedito ai Minnesota Vikings. Dopo due anni in cui disputò poche presenze, nel 1990 Gannon divenne il quarterback titolare, sostituendo Wade Wilson e guidando la squadra ad un record di 11-5.

### Washington Redskins
Nel 1993 Gannon fu svincolato e firmò coi Washington Redskins dopo essere stato fuori per un'operazione chirurgica. Gannon iniziò le prime tre gare da titolare per Washington ma fu svincolato alla fine della stagione.

### Kansas City Chiefs
Dopo un anno di pausa dal football nel 1994, Rich firmò coi Kansas City Chiefs nel 1995. Per due anni fu la riserva di Steve Bono. Nel 1997 mise in crisi l'allenatore e la critica su chi dovesse essere il titolare, avendo sostituito con ottime prestazioni il titolare Elvis Grbac. Nei playoff, il capo-allenatore Marty Schottenheimer fece giocare Grbac invece di Gannon e i Chiefs persero 14-10. I due finirono di dividersi gli snap dopo che nella prima gara della stagione 1998, Grbac si infortunò.

### Oakland Raiders
Nel febbraio 1999, Gannon firmò come free agent con gli Oakland Raiders. Rich eccelse nell'attacco di Jon Gruden e fu selezionato per il Pro Bowl nel suo primo come Raider, la prima di quattro convocazioni consecutive. Nel 2001 e nel 2002 vinse il trofeo di MVP del Pro Bowl, nessun altro prima di lui era riuscito a vincere tale titolo per due anni consecutivi. Gannon vinse anche il premio di MVP della stagione 2002 dopo un'annata da record, lanciando per 4.689 yards e 26 touchdown, guidando i Raiders alla partecipazione al Super Bowl XXXVII. Rich guidò la lega con 418 passaggi completi su 618 tentativi.
Durante il Super Bowl, Rich lanciò il record dell'evento di 5 intercetti, tre dei quali ritornati in touchdown, nella sconfitta 48-21 contro i Tampa Bay Buccaneers. La difesa dei Bucs infatti era guidata da Jon Gruden, la cui conoscenza dei meccanismi dei Raiders così come delle giocate di Gannon era quasi totale.
La stagione 2003 di Gannon finì per un infortunio alla spalla nella settimana 7, dopo una partenza di 2-5. Un serio infortunio al collo mise effettivamente fine alla sua carriera nel 2004. Gannon fu colpito nella settimana 3 durante uno scramble che provocò una collisione casco contro casco contro Derrick Brooks, linebacker di Tampa Bay.
Quando i Raiders firmarono Kerry Collins prima della stagione 2004, alcuni ritennero che Gannon sarebbe stato svincolato in suo favore, dal momento che era dotato di un braccio potente e alcuni scettici pensavano si sarebbe adattato meglio nell'attacco del nuovo coach Norv Turner. Gannon invece, non solo mantenne il suo posto di quarterback titolare, ma disputò anche una serie di prestazioni notevoli. Lanciò per 305 yard nella gara di apertura contro Pittsburgh, compreso un touchdown da 40 yard per Doug Gabriel. I Raiders quasi vinsero la gara sugli Steelers che avrebbero terminato la stagione 2004 con ben 15 vittorie. I Raiders erano una squadra competitiva con Gannon come loro QB, portandosi su un record di 2-1 quando questi partì da titolare e terminando con un bottino parziale di 3-10 dopo il suo infortunio.

### Ritiro
Il 6 agosto 2005, Gannon si ritirò ufficialmente dal football entrando nel network della CBS come analista della NFL. Rich si ritirò come Oakland Raider e venne introdotto nella Hall of Fame della University of Delaware nello stesso anno.

## Palmarès

### Franchigia
- American Football Conference Championship: 1

Oakland Raiders: 2002

### Individuale
- MVP della NFL: 1

2002
- MVP del Pro Bowl: 2

2001, 2002
- Convocazioni al Pro Bowl: 4

1999, 2000, 2001, 2002
- All-Pro: 3

2000, 2001, 2002
- Giocatore dell'anno della AFC: 3

2000, 2001, 2002
- Quarterback dell'anno: 2

2000, 2002
- Bert Bell Award: 2

2000, 2002